# Зелений рибалочка
Зелений рибалочка (Chloroceryle) — рід сиворакшоподібних птахів родини рибалочкових (Alcedinidae). Представники цього роду мешкають в Америці.

## Види
Виділяють чотири види:
- Рибалочка амазонійський (Chloroceryle amazona)
- Рибалочка карликовий (Chloroceryle aenea)
- Рибалочка зелений (Chloroceryle americana)
- Рибалочка рудогрудий (Chloroceryle inda)

## Етимологія
Наукова назва роду Chloroceryle походить від сполучення слова дав.-гр. χλωρος — зелений і наукової назви роду Строкатий рибалочка (Ceryle Boie, 1828).